# 영국 공주 마거릿
마거릿 로즈 공주(영어: Princess Margaret, 1930년 8월 21일 ~ 2002년 2월 9일)는 영국의 왕족으로 조지 6세와 왕비인 엘리자베스 보우스라이언 사이에서 태어난 막내이다. 전 국왕 엘리자베스 2세의 동생으로, 결혼하면서 스노든 백작부인 마거릿(Countess of Snowdon)이 되었다.

## 생애
부왕인 조지 6세가 요크 공작 시절에 태어난 요크 공녀 마거릿은 방계 왕족으로서 상대적으로 평범한 어린 시절을 보냈으나 백부인 에드워드 8세가 월리스 심프슨 부인과의 결혼을 위하여 퇴위하면서 조지 6세가 왕으로 즉위하자 왕위 계승 서열 2위의 직계 왕녀로 신분이 격상되었다. 곧이어 터진 2차 세계 대전 당시에는 언니인 엘리자베스 공주(후일의 엘리자베스 2세)와 함께 윈저 성에서 성장하였다.
조지 6세는 예쁘고 활달하며 애교많은 막내딸을 매우 아꼈다. 실제로 조지 6세가 마거릿을 너무 오냐오냐 했던지라 시종들은 공주가 응석받이로 자랄까봐 걱정했다. 조지 6세는 생전에 딸들을 가리켜 "릴리벳은 나의 자랑이요, 마거릿은 나의 기쁨이다.(Lilibet is my pride, Margaret is my joy)"라고 말했다.
미혼 시절에는 전후 영국의 매력적인 사교계 인사로 사랑받았던 마거릿은 이혼이 죄악시되었던 사회 분위기 탓에 이혼남이었던 피터 타운센드와의 로맨스가 정치적인 차원에서 파기되고 이후 사진가인 안토니 암스트롱존스와 결혼했다. 결혼 후 안토니 암스트롱존스에게는 스노든 백작의 작위가 하사되었으며 그녀 역시 스노든 백작부인의 작위를 얻게 되었다.
불행한 결혼 생활 끝에 결국 1978년 이혼하였다. 헨리 8세 이후 영국 왕실에서 400년만에 이혼한 인물이었다. 이후로도 숱한 스캔들을 몰고 다니면서 문제의 인물로 자리잡게 된다. 숙모인 글로스터 공작부인 앨리스의 100번째 생일 행사에 마지막으로 모습을 드러낸 마거릿은 2002년 에드워드 7세 병원에서 사망하여 윈저성의 세인트조지 사원에 묻혔다.

## 자녀
- 아들 : 제2대 스노든 백작 데이비드 암스트롱존스
  - 손자 : 린리 자작 찰스 암스트롱존스
  - 손녀 : 레이디 마가리타 암스트롱존스

- 딸 : 레이디 사라 차토
- 사위 : 대니얼 차토
  - 외손자 : 새뮤얼 차토
  - 외손자 : 아서 차토